# Šalanda (Samšina)
Šalanda je základní sídelní jednotka, součást obce Samšina v okrese Jičín v Královéhradeckém kraji. Nachází se v katastrálním území Plhov, asi 11 km severozápadně od centra Jičína.
V osadě je registrováno osm čísel popisných: 14, 15, 16, 54, 55, 57, 58 a 60. Kolem Šalandy prochází silnice I/16. Nachází se zde socha.